# Eberhard Baring (Theologe)
Eberhard Baring (* 6. Dezember 1608 in Lübeck; † 6. März 1659 in Hannover) war ein deutscher lutherischer Theologe, Pädagoge und Universalgelehrter. Er war Erzieher der Prinzen Johann Friedrich und Ernst August von Hannover, Professor in Marburg und Rektor in Hannover.

## Familie
Baring stammte aus der Baring-Familie, er war der drittälteste Sohn des gleichnamigen Pastors (1572–1626) und dessen zweiter Ehefrau Margarita (1586–1646), Tochter des Lüneburger Kaufmanns Nikolaus Meier. Barings Vater wirkte von 1609 bis 1626 als Pfarrer an der Katharinenkirche in Braunschweig. Baring hatte noch acht Geschwister, darunter Nikolaus Baring, lutherischer Prediger.
Baring heiratete 1643 in Hannover Elisabeth von Bestenbostel (1615–1680), Tochter des Patriziers und Hauptmanns des Oberstraßenviertels Laurentius von Bestenbostel. Das Paar hatte fünf Kinder.

## Leben und Wirken

### Schulzeit und Studium
Baring besuchte ab 1617 die Lateinschule in Lüneburg und seit 1618 das Katharineum in Braunschweig. Bereits mit 13 Jahren war er Schüler der Prima und zeigte schon zu dieser Zeit eine ungewöhnliche Begabung für die klassischen und für orientalische Sprachen wie Hebräisch, Arabisch und Syrisch. Mit 16 Jahren sprach er so gut griechisch, dass er zeitweise dem Patriarchen von Alexandrien, Metrophones Critopulos als Dolmetscher diente.
Baring studierte ab 1624 an der Universität Leipzig, nachdem ihn in Dresden der erste Geistliche, Doktor Polykarp Leyser, aufgrund der Bewilligung des Gräflich-Saldernschen-Stipendiums für außerordentlich würdig gehalten hatte. In Leipzig ist er jedoch nicht in den Matrikeln nachzuweisen. Infolge des Dreißigjährigen Krieges wechselte er 1625 an die Universität Helmstedt. Er studierte zunächst Theologie, um sich dann der Kirchen- und Säkulargeschichte zuzuwenden. In Helmstedt wurde er durch den Niedersächsisch-Dänischen Krieg vertrieben, kehrte aber 1629 als Dozent für Hebräisch zurück. Noch im gleichen Jahr wechselte er an die Universität Marburg als Dozent für Griechisch und Logik, kehrte aber 1630 nach Helmstedt zurück.

### Kriegserfahrungen
Baring ließ sich 1630 von kaiserlichen Truppen unter Führung des Generals Holck als berittener Jäger anwerben. Dies war in den unruhigen Zeiten des seit 1618 wütenden Dreißigjährigen Krieges kein ungewöhnliches Mittel zur Finanzierung eines Studiums. Er beteiligte sich an dem von Pappenheim geleiteten Vormarsch der kaiserlichen Armee unter dem Oberbefehl Tillys gegen die von Pommern aus vordringende schwedische Armee sowie im Kampf gegen Magdeburg.
Baring wurde bei Egeln Ende 1630 schwer am Arm verwundet und verließ die Armee. Er ging nach Braunschweig zurück, wo er sich Privatstudien widmete und Mitglieder wohlhabender Familien in Sprachen und Mathematik unterrichtete. So unterwies er beispielsweise den gelehrten Braunschweiger Stadtsyndikus Johann Camman in arabischer Sprache. Im Jahre 1632 begann er in Braunschweig eine Tätigkeit als Sekretär und Hofmeister bei dem schwedischen Gesandten Jacob Steinberg. Er war zuständig für dessen lateinische Korrespondenz und unterrichtete Steinbergs Sohn. 
Am 29. Juni 1633 ließ sich Baring erneut als Soldat anwerben. Auf Seiten der Schweden trat er in die unter Bernhard von Weimars Befehl stehende pfalzgräflich-birkenfeldsche Armee ein, wurde General-Proviantmeister-Leutnant, später Generalquartiermeister und schließlich Ingenieur der schwedischen Truppen. Nach der für die schwedisch-protestantischen Truppen verlustreichen Schlacht bei Nördlingen am 6. und 7. September 1634, in deren Folge die pfalzgräflich-birkenfeldsche Armee zersprengt wurde und das Elsass an Frankreich fiel, beendete er seine militärische Laufbahn.

### Weitere Tätigkeiten
Baring kehrte nach Marburg für seine privaten Studien zurück, wo er den Antrag einer Professur der griechischen Sprache und Geschichte aus religiösen Bedenken ausschlug und anschließend nach Hildesheim ging. Dort erhielt er 1636 zeitgleich die Angebote, als Konrektor an das Gymnasium nach Lemgo oder als Lehrer der beiden welfischen Prinzen Johann Friedrich (1625–1679) und Ernst August (1629–1698), nach Hannover zu wechseln. Er folgte dem letzteren Ruf Herzog Georgs zu Braunschweig-Lüneburg und unterrichtete die beiden Kinder sechs Jahre lang. Beim Tod des Herzogs 1641 hielt er eine Trauerrede.
Am 6. Dezember 1641 wurde Baring – nachdem im gleichen Jahr sein Bruder Nikolaus ebenfalls nach Hannover wechselte – Konrektor der Hohen Ratsschule zu Hannover, wo er am 14. Juni 1643 als 35-Jähriger zum Rektor berufen wurde. 1649, im Alter von nur 41 Jahren legte er aufgrund seiner angeschlagenen Gesundheit seine Ämter nieder und lebte bis zu seinem Tod 1659 als Privatgelehrter.

## Werke
Handschriftlich hat Baring zahlreiche Arbeiten hinterlassen, die sein vielseitiges Interesse in den Bereichen Sprachen, Geschichte, Geographie und Mathematik dokumentieren. Gedruckt wurde nur eine kleine Anzahl seiner Arbeiten. 
Baring schenkte der Universität Helmstedt zwei wertvolle morgenländische Bücher, deren eines türkische Gebete enthielt. Beide Schriften gehörten zu den Schätzen deutscher Sammlungen, die 1806 auf Befehl von Napoleon Bonaparte nach Paris gebracht wurden, aber 1815, nach der endgültigen Niederlage der französischen Armee, wieder zurück nach Wolfenbüttel gebracht wurden.